# 소노다 카즈하루
소나다 카즈하루(薗田一治, 1956년 9월 16일 ~ 1987년 11월 28일)는 일본의 프로레슬러였다.

## 생애
중학교 및 고등학교 시절에는 유도에 전념하였으며, 1974년 7월 25일 전일본 프로레슬링에 입문하였다. 같은 해 10월부터는 레퍼리로서 링에 오르기 시작하였고, 약 한 달간 그 직무를 수행하였다.
1975년 1월 15일 가고시마현 아마미오섬의 나제시에서 열린 후치 마사노부와의 시합을 통해 정식 데뷔하였다. 이후 후치 마사노부, 오오니타 아츠시와 함께 ‘신예 삼총사(若手三羽烏)’라 불리며 주목을 받았다. 데뷔 초기에는 본명을 링네임으로 사용하였으나, 한자는 초목(草冠)이 없는 '園田'를 사용하였다.
1978년 4월 단기간의 일정으로 동남아시아 원정을 경험하였다. 이는 개인 수련의 일환이 아닌, 전일본 프로레슬링 주최의 해외 흥행의 일환이었다. 이듬해인 1979년 9월부터는 본격적인 해외 수련을 시작하였으며, 푸에르토리코를 시작으로 미국 본토에서 활약하였다. 푸에르토리코에서는 카를로스 콜론이 주최하는 WWC(World Wrestling Council) 소속으로 미츠 이시카와와 태그 팀을 결성하였으며, 1979년 10월 13일에는 WWC 북미 태그 챔피언 타이틀을 획득하였다.
1980년 하반기부터는 미국 본토로 무대를 옮겨, ‘하루 소노다(Haru Sonoda)’ 또는 ‘프로페서 소노다(Professor Sonoda)’라는 링네임으로 활동하였다. 당시 그는 머리를 길게 기르고, 뒤로 묶은 포니테일 스타일에 중국풍의 콧수염과 턱수염을 기른, 홍콩 무술 영화에 등장하는 암살자와 같은 외형을 특징으로 하였다. 비록 하위 카드 선수로 분류되었으나, 플로리다의 CWF, 조지아의 GCW 등 NWA 주요 테리토리를 순회하며 동양인 힐로서 활동하였다. 1981년에는 플로리다에서 미스터 포고와 태그 팀을 결성하여, 더스티 로즈 및 밀 마스카라스와 같은 인기 선수들과 대결하였다.
1982년 4월에는 프리츠 폰 에릭이 주관하는 텍사스주 댈러스의 WCCW(World Class Championship Wrestling)에 참가하였으며, 이를 계기로 가면 레슬러 ‘매직 드래곤(Magic Dragon)’으로 변신하였다. 이후 더 그레이트 카부키의 파트너로서, 케빈, 데이비드, 케리 폰 에릭 3형제 및 파뷸러스 프리버즈와의 대립을 통해 활약하였다.
1984년 귀국 후에도 자이언트 바바의 수행비서를 겸임하며 ‘매직 드래곤’으로 활동을 이어갔으나, 1985년 6월 5일 고바야시 쿠니아키와의 마스크 & 헤어 매치에서 패배하면서 가면을 벗고 본래의 얼굴로 복귀하였다. 이후 데뷔 당시의 링네임인 ‘園田一治’로 몇 차례 경기에 출전하였으며, 같은 해 6월 10일부터는 링네임을 ‘하루 소노다(ハル薗田)’로 변경하였다. 이후에는 6인 태그 매치 등을 통해 메인이벤트에도 간헐적으로 출전하였으며, 조연급 선수로서 꾸준히 활약하였다. 이 시기부터는 신예 선수들의 코치를 겸임하였다.
1986년에는 대만 원정 중 현지에서만 마스크를 착용하고 ‘슈퍼 드래곤(Super Dragon)’이라는 이름으로 활동하였으며, 제2대 타이거 마스크와의 싱글 매치를 치르기도 하였다.
1987년 9월 결혼하였으나, 같은 해 11월 28일 신혼여행을 겸한 남아프리카 공화국 원정 도중 남아프리카 항공 295편 추락 사고를 당해, 아내와 함께 사망하였다. 향년 31세.

## 같이 보기
- 남아프리카 항공 295편 추락 사고